# João Bezerra (Brasil Colónia)
João Bezerra era um padre de missa na Capitania da Baía de Todos os Santos durante o período que Francisco Pereira Coutinho foi seu donatário. 

## Biografia
Tendo chegado ao Brasil junto a Francisco Pereira Coutinho, João Bezerra teve várias desavenças com o donatário devido à sua forma de governar. Em 1545, alegadamente vindo de Lisboa, Bezerra apresentou um falso alvará, destituindo Pereira da capitania. Após esse evento, Pereira fugiu para Porto Seguro, para onde Bezerra também foi.